# NGC 2039
NGC 2039 ist ein Asterismus im Sternbild Orion.
Das Objekt wurde am 19. Januar 1828 vom britischen Astronomen John Herschel entdeckt.